# Nils Nilsson i Östra Äspinge
Nils Nilsson (i riksdagen kallad Nilsson i Östra Äspinge), född 8 mars 1815 i Äspinge församling, Malmöhus län, död där 24 juli 1895, var en svensk hemmansägare och riksdagsman.
Nilsson var hemmansägare i Östra Äspinge. Han var även politiker och ledamot av riksdagens andra kammare, invald i Frosta härads valkrets.